# 1936-os magyar férfi vízilabdakupa
Az 1936-os magyar férfi vízilabdakupa a tizennegyedik kiírás volt a versenysorozat történetében. A kupára nyolc csapat nevezett. A győzelmet az Újpesti TE szerezte meg.

## Eredmények

### Negyeddöntő
december 6, 8.
| 1. csapat         | Eredmény | 2. csapat       |
| ----------------- | -------- | --------------- |
| Újpesti TE        | 3–1      | BEAC            |
| MAC               | 7–3      | BSE             |
| III. kerületi TVE | 7–1      | NSC             |
| MTK               | 7–1      | Ferencvárosi TC |

### Elődöntő
december 13.
| 1. csapat  | Eredmény | 2. csapat         |
| ---------- | -------- | ----------------- |
| Újpesti TE | 2–1      | MTK               |
| MAC        | 4–2      | III. kerületi TVE |

### 3. helyért
december 20.
| 1. csapat         | Eredmény | 2. csapat |
| ----------------- | -------- | --------- |
| III. kerületi TVE | 2–1      | MTK       |

### Döntő
| 1936. december 20. | Újpesti TE         | 4–3 | MAC                | Nemzeti Sportuszoda Játékvezetők: Schlenker Antal |
| 1936. december 20. | (2–2)              |     |                    | Nemzeti Sportuszoda Játékvezetők: Schlenker Antal |
| 1936. december 20. | Németh 3 Halassy 1 |     | Tarics 2 Somóczi 1 | Nemzeti Sportuszoda Játékvezetők: Schlenker Antal |

Az Újpesti TE kupagyőztes csapatának tagjai: Kutasi György, Szigeti Antal, Vágó Sándor, Halassy Olivér, Bozsi Mihály, Németh János, Vágó Imre, Kemény